# Leptotyphlops joshuai
Leptotyphlops joshuai este o specie de șerpi din genul Leptotyphlops, familia Leptotyphlopidae, descrisă de Dunn 1944. Conform Catalogue of Life specia Leptotyphlops joshuai nu are subspecii cunoscute.